# Синагога Израильской Конгрегации Аргентина
Синагога Израильской Конгрегации Аргентина (ивр. ?‎) — синагога города Буэнос-Айрес.
Также известная как «Templo Libertad» (Храм свободы), расположена в городе Буэнос-Айрес на улице Либертад № 761/69/73/85 (на углу с проспектом Авенида Кордова), напротив площади Лавалье и является первой синагогой, построенной в этом городе. Она была объявлена Национальным историческим памятником в декабре 2000 года.

## История
27 сентября 1897 года еврейские жители Буэнос-Айреса объединились в израильскую конгрегацию Буэнос-Айреса, для постройки первой синагоги в Буэнос-Айресе по улице Либертад (Свободы) 779, напротив того места, где был Паласио Миро. В церемонии открытия синагоги принял участие мэр города, Франсиско Алькобендас. Из-за роста еврейской общины здание в значительной степени изменилось к 1932 году, приобретя современный вид. Проект здания был разработан архитектором Норманом и инженерами Алехандро Энкином и Эугенио Гантнером.
Синагога была объявлена Национальным историческим памятником (исп. Monumento Histórico Nacional) 29 декабря 2000 года декретом 1296.

## Здание

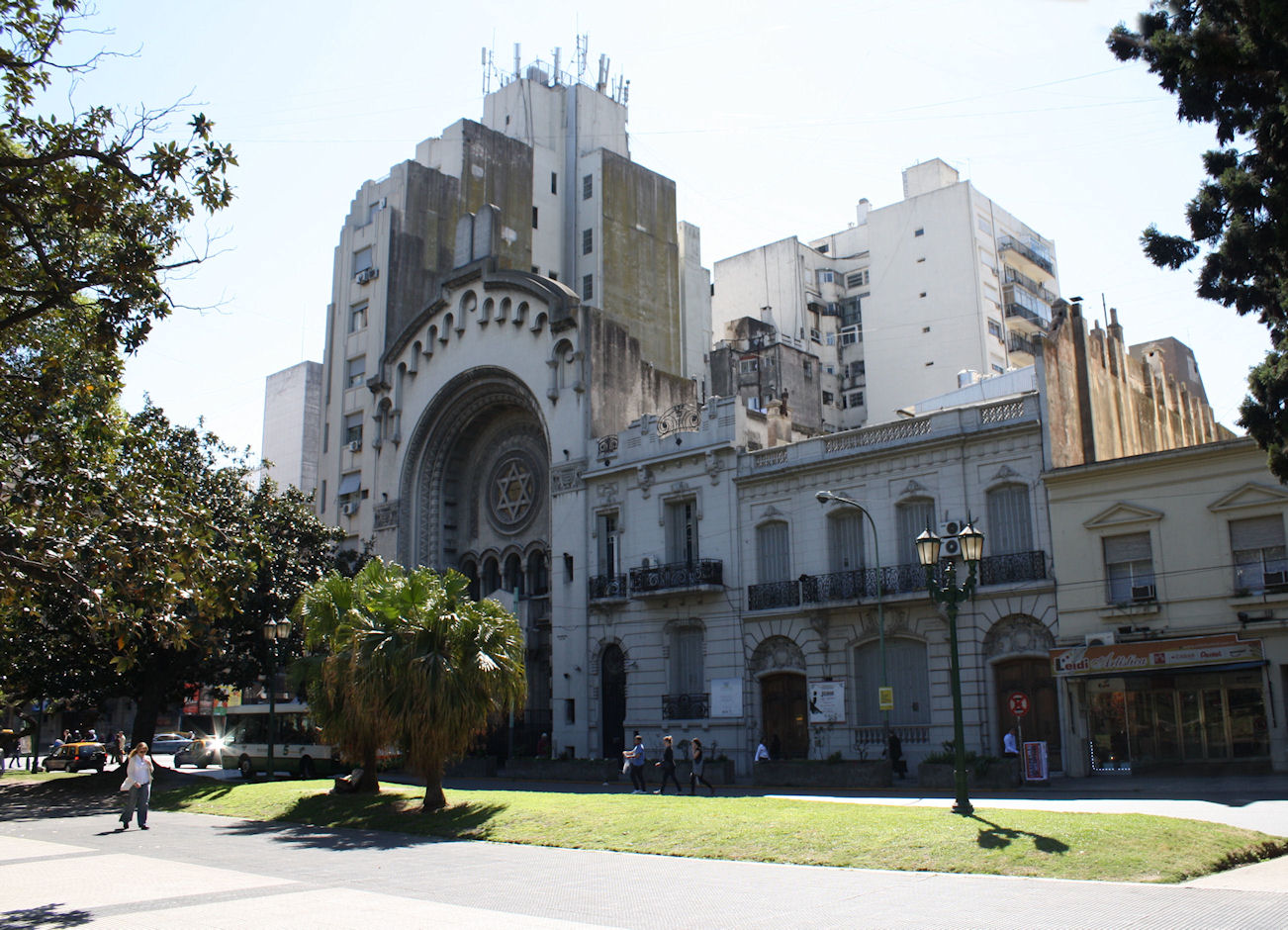
Фасад здания на площадь Лавалье.

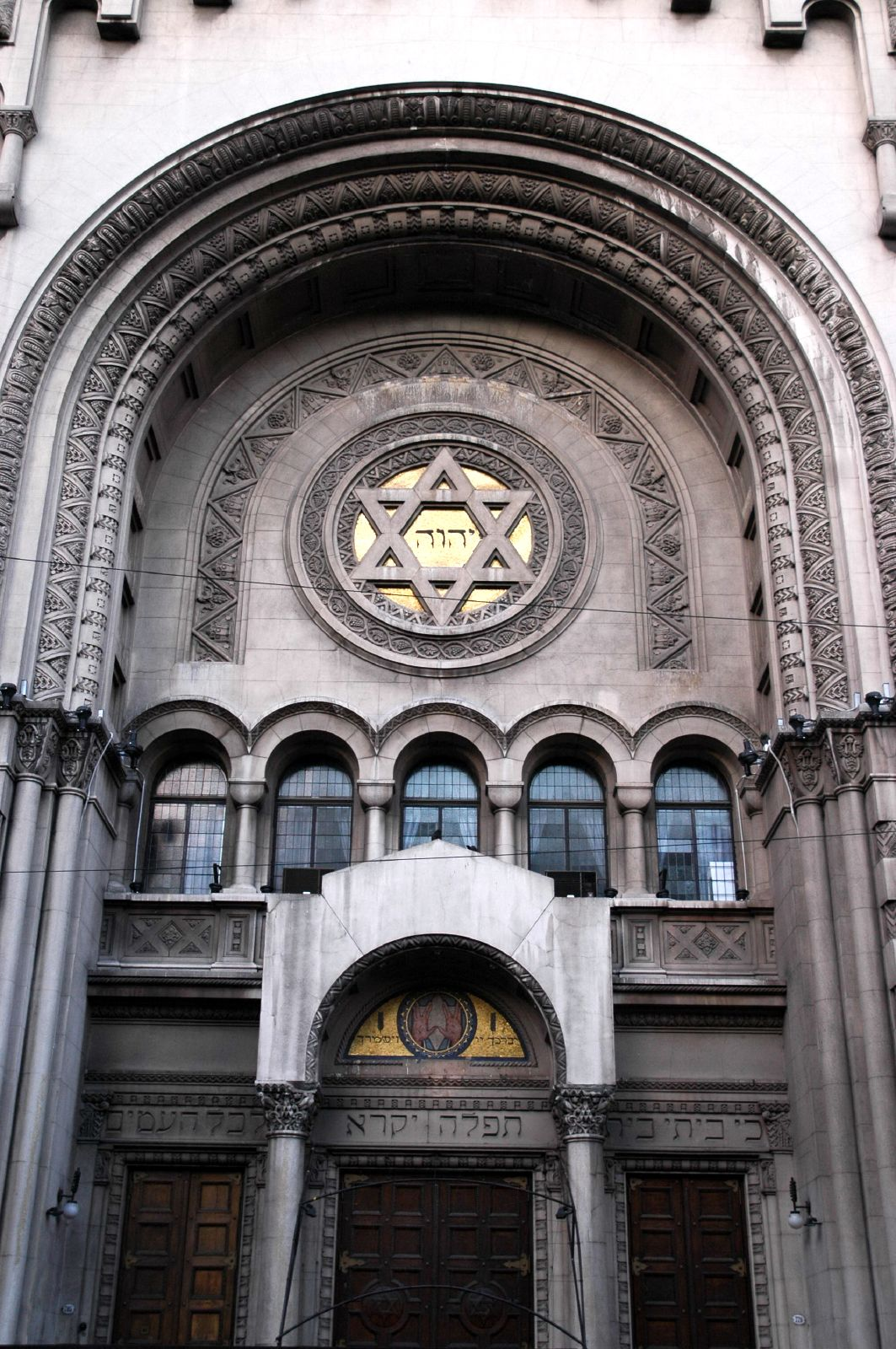
Вид здания.

У здания нет определённого стиля: есть явное влияние романского и византийского стилей.
На фасаде расположена полукруглая арка, окруженная скульптурными лепными украшениями, в центре арки находится половина гигантского рога поддерживаемая колоннами. Выше находится — Звезда Давида, имеющая шесть лучей.
Руки на передней двери представляют собой путь, с которым благословляли древние священники Иерусалима.
На вершине храма представлены Таблицы с Десятью Заповедями из книги Исхода.
На железном заборе, отделяющем здание от дороги, находятся двенадцать медальонов, представляющих двенадцать колен Израиля, основанных Моисеем.
Храм вмещает 1000 прихожан. Внутри расположены деревянные сиденья. Пол состоит из гранитных плиток. Передняя часть храма смотрит на Иерусалим, расположенный на Востоке. И через восточное окно идёт естественный свет на то место в храме, где расположена Тора.
Среди вещей в храме находятся Менора и орган у Скинии.

## Еврейский музей Д-ра Сальвадора Кибрика
В маленьком здании, граничащем с храмом (улица Либертад 773), есть Общественный центр Конгрегации. И в соседнем здании (улица Либертад 769) работает Еврейский музей Буэнос-Айреса, доктора Сальвадора Кибрика. Этот музей содержит духовные, исторические и художественной ценности. Однако следует четко указать, что музей был открыт только в 1967 году. В нём также содержатся документы первых еврейских поселенцев в Аргентине и аргентинских писателей принадлежавших к этой общине.